# Edel 5
Pour les articles homonymes, voir Edel.
Un Edel 5 ou Edel 540 ou Edel 545 est une classe de voilier de plaisance de 5,5 m, du constructeur de navire français Edel, produit à 2 500 exemplaires de 1974 à 1983.

## Histoire
Ce petit voilier quillard de plaisance est conçu en fibre de verre et polyester en 1974 par l'architecte naval et fabriquant de voilier lyonnais Maurice Edel, avec une capacité de deux à quatre passagers et quatre couchettes,,.

## Versions
Ce petit croiseur existe en quatre versions :

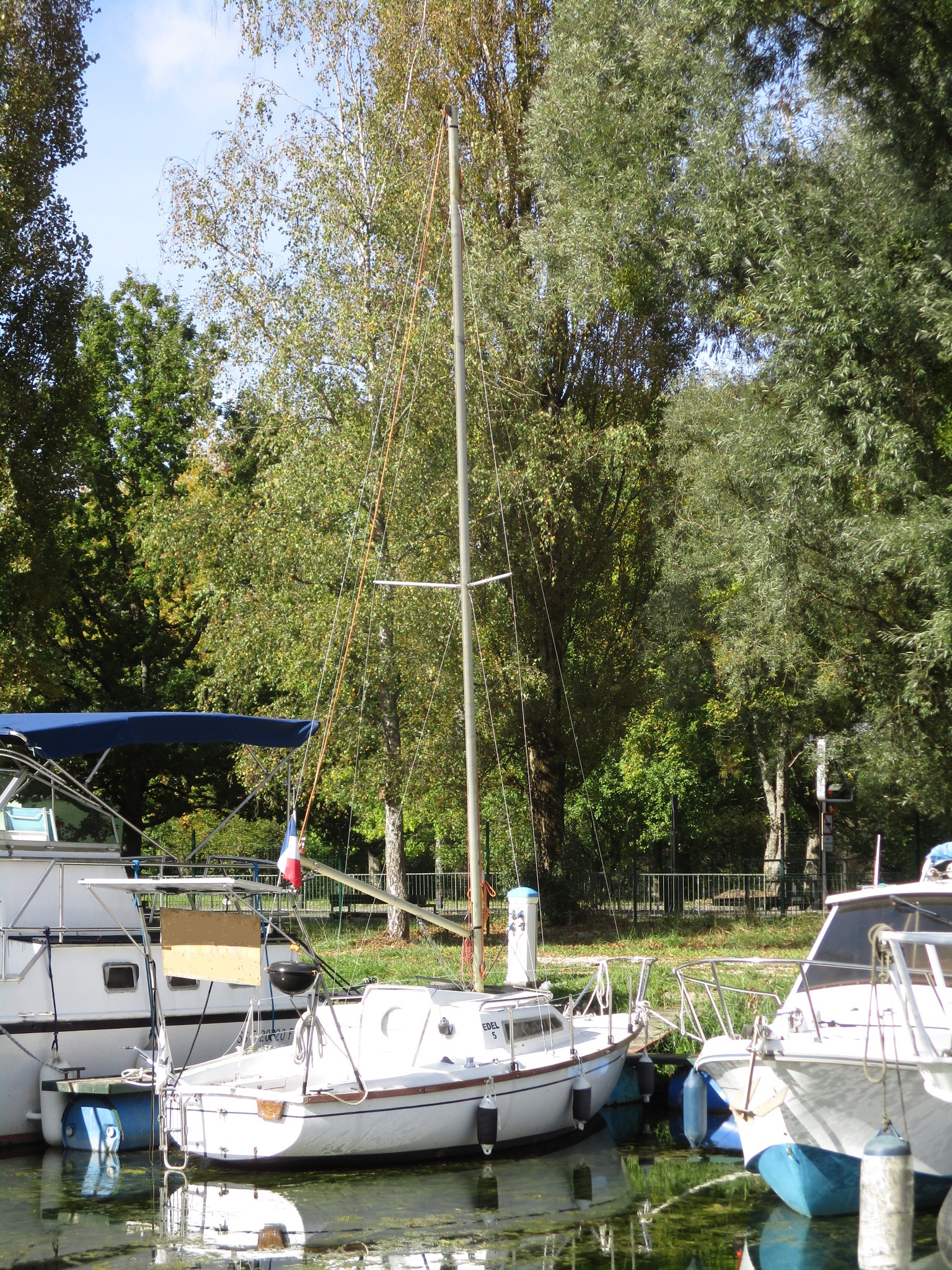

- version standard ou PTE (Petit Tirant d'Eau) : la plus courante avec sa coque rouge et 0,7 m de tirant d'eau ;
- version GTE : à coque orange et 0,9 m de tirant d'eau ;
- version 5.45 : avec accastillage plus complet (capot coulissant, hiloires surélevés, hublots fumés, accastillage pour spi, winch à manivelle).
- version Day-Boat : avec cockpit plus spacieux en contrepartie d'une cabine plus petite (2 couchettes au lieu des 4 des versions standard et GTE). Le gouvernail est suspendu sous la voûte et le moteur hors-bord se fixe dans l'axe du bateau sur le tableau. Cette version est plus adaptée à une utilisation de type pêche-promenade.

## Régate
Ce petit voilier fait partie de la classe Micro de voilier de régate de 1977.